# Есенина, Елена Сергеевна
Елена Сергеевна Есенина (род. 27 июля 1987, Рязань) — российская эстрадная певица, поэтесса, композитор, ранее известная под псевдонимом Лена Валевская.
В 2008 году представляла Россию на конкурсе «Славянский базар в Витебске», где завоевала первое место.

## Биография

### Детство
Елена Есенина родилась в Рязани в 1987 году.
Впервые села за фортепиано в 6 лет. Свою первую блюзовую композицию будущая певица написала в пятом классе под впечатлением от просмотра гангстерского фильма «Однажды в Чикаго».
Первое выступление пятиклассницы прошло на новогоднем празднике на сцене клуба Воздушно-Десантного училища.

### Музыкальное образование
Будучи школьницей, Елена Есенина поступает на эстрадно-джазовое отделение рязанского музыкального училища им. А.и Г.Пироговых. Окончив школу с золотой медалью, летом этого же года она получает и красный диплом по классу вокала.
Во время учёбы Есенина активно участвовала во многих конкурсах, среди которых «Я подарю тебе романс», «Я люблю тебя, Россия», «Красота спасет мир», «Импульс», «Песни отчего дома», занимая только первые места, а по результатам российско-французского фестиваля «Шансон» 14-летняя певица выигрывает недельное путешествие в Париж.
В 2004 году поступила на музыкальный факультет Московского Педагогического государственного Университета и окончила его снова с красным дипломом.

### Творческий путь
- 2005 год — Елена Есенина приезжает в Москву, где первое время работает в Театре Эстрадных представлений, а также в качестве бэк-вокалистки сотрудничает с шансонье Александром Кальяновым.
- 2007 год — знакомство встреча с Львом Лещенко, который, в свою очередь, знакомит начинающую исполнительницу с певцом Дмитрием Маликовым. С Маликовым Елена Есенина (Лена Валевская) записывает совместный дуэт на песню «Нравишься» и снимает клип, который впоследствии попадает в ротацию таких телеканалов, как «МУЗ-TV» и «РУ.TV». Также певица приняла участие в проекте Маликова «PIANOMANIЯ» и исполнила песню «Ты и я» — саундтрек к сериалу «И всё-таки я люблю» на Первом канале, автором музыки которого выступил Дмитрий.
- 2007 год, сентябрь — победа на Международном форуме «Песни мира» в Кишинёве. Этот конкурс был организован для молодых артистов и проходил под руководством знаменитого композитора-панфлейтиста Константина Московича, записавшего трек «Одинокий пастух» для культового блокбастера Тарантино «Убить Билла» («Kill Bill»).
- 2008 год — первое место на XVII Международном фестивале искусств «Славянский базар в Витебске», где Валевская исполнила песню «Бабочка».
- 2009 год, январь — Елена Есенина подписала контракт с известным продюсером Иосифом Пригожиным (Nox Music Официальный сайт).
- 2009 год, октябрь — Песня «Одиссей и Пенелопа» попадает в хит-парад «Золотой граммофон» на «Русском Радио», где быстро поднимается на 3 место. В итоге — 13 недель в «Золотом Граммофоне».
- 2010 год — участие в национальном отборочном туре Евровидение, где Елена Есенина доходит до финала и занимает 12 место[2][3].
- 2011 год, апрель — Елена Есенина подписала контракт с Продюсерским центром «Монолит»
- 2011 год, июнь — релиз дебютного альбома «Кругосветное путешествие»
- 2012 год — певица начала сотрудничество с продюсером Виктором Дробышем. Их первой совместной работой стал сингл «Синдерелла».
- 2017 год — недолгий период сотрудничества Елены Есениной с Юлией Проскуряковой. Хитами стали песни «За доченьку» и «Я — мать» (автор — Елена Есенина).

### Театр
В 2012 году Елена Есенина была принята в труппу театра «Ленком», одного из крупнейших театров страны, художественным руководителем которого долгие годы являлся Марк Захаров. 4 марта 2012 года впервые вышла на сцену театра в роли Сандры в спектакле «Пролетая над гнездом кукушки» (Затмение). В 2014 году исполнила главную роль в спектакле «Дона Флор и два ее мужа».
18 июня 2024 года на своей странице  в фейсбуке Елена сообщила о том, что закончила работу в  театре "ЛЕНКОМ".

### Роли в театре
ЛЕНКОМ
- «Пролетая над гнездом кукушки» (Затмение), постановка Александра Морфова — Сандра
- «Королевские игры», постановка Марка Захарова — Леди Диана/ Джейн Сеймур
- «Юнона и Авось», постановка Марка Захарова — испанская дама
- «Тартюф», постановка Владимира Мирзоева — принцесса Мариана (снят с репертуара в мае 2012 года)
- «Пять вечеров», постановка Андрея Прикотенко — Катя (выпуск — 23/02/2013)
- "Дона Флор и два её мужа", постановка Андрея Прикотенко — Флор (главная роль) (выпуск — 26/01/2014)
- «Сны господина де Мольера», постановка Павла Сафонова — Арманда Бежар (главная роль)

### Участие в конкурсах
- 2007 год

В сентябре 2007 года, Елена Есенина побеждает на Международном форуме «Песни мира». Этот конкурс организован для молодых артистов и проходил в Кишиневе под руководством знаменитого композитора-панфлейтиста Константина Московича, записавшего трек «Одинокий пастух» для культового блокбастера Тарантино «Убить Билла» («Kill Bill»). Жюри конкурса единодушно отдало предпочтение тогда ещё никому не известной певице, покорившей всех трогательным исполнением песни «Мамины глаза» из репертуара Тамары Гвердцители.
- 2008 год

С 10 по 19 июля 2008 года представляла Россию на XVII Международном фестивале искусств «Славянский базар в Витебске» и заняла там первое место! Для этого в России артистке пришлось выдержать конкурс среди нескольких десятков тысяч претендентов. В итоге на «Славянском Базаре» певица исполняла композицию «Бабочка», которую написала сама.
- 2010 год

Елена Есенина участвует в национальном отборочном туре конкурса Евровидение, где в финале исполняет песню «Мир без тебя». Результат — 12 место.

## Дискография

### Альбомы
- 2008 — «11 песен о нём», под псевдонимом Елена Валевская[6]
- 2011 — «Кругосветное путешествие»[7]

### Дуэты
- «Ты и я» (дуэт с Д. Маликовым)
- «Роман» (дуэт с Л. Лещенко)
- «Нравишься» (дуэт с Д. Маликовым)
- «Умные девочки не плачут» (дуэт с Валерией)
- «За доченьку» (дуэт с Юлией Проскуряковой)
- «Я — мать» (дуэт с Юлией Проскуряковой)

### Клипография
- «Нравишься» (2007)
- «Неваляшка» (2008)
- «Вишня» (2009)
- «Умные девочки не плачут» (2009) (не издан)
- «Одиссей и Пенелопа» (2010)
- «Мир без тебя» (2010)
- «Синдерелла» (2012)
- «Больно» (2013)
- «Посмотри» (2016)
- «Ми-бемоль» (2017)
- «За доченьку» (2017)
- «Я — мать» (2017)